# Powermanga
 (octobre 2019).
Si vous disposez d'ouvrages ou d'articles de référence ou si vous connaissez des sites web de qualité traitant du thème abordé ici, merci de compléter l'article en donnant les références utiles à sa vérifiabilité et en les liant à la section « Notes et références ».
Powermanga est un jeu vidéo de type shoot them up dans la grande tradition d'Asteroids ou Space Invaders édité par la société TLK Games.
Le jeu était à l'origine un partagiciel développé en C et en assembleur Intel sous MS-DOS qui a été finalisé sous Windows 95 et DirectX. Une version Linux libre sous licence GPL (Licence publique générale GNU) fut diffusée en novembre 2000. Aujourd'hui des versions existent pour Amiga, BeOS, FreeBSD, GP2X, NetBSD, Linux, Maemo, MorphOS, PlayStation Portable, Windows, Xbox et Zaurus. Une version entièrement récrite dans le langage de programmation Java existe également sous le nom de Powermanja.
Powermanga comporte 42 niveaux (numéroté de 0 à 41) séparés en trois phases, le niveau commence toujours par de petites escarmouches de vaisseaux, puis d'une vague de vaisseaux, suivies d'un long champ d'astéroïdes. Tous les quatre niveaux un gros vaisseau gardien bloque l'accès au niveau suivant, ce qui  donne un total de 14 gardiens si l'on ajoute les quatre gardiens supplémentaires présents à la fin du niveau 41.
Les graphismes du jeu sont composés de bitmaps (Image matricielle) en 256 couleurs, et sont prévus pour s'afficher dans une définition d'écran de 320 points sur 200 lignes. Cependant, Powermanga peut aussi s'afficher en doublant, triplant ou quadruplant la résolution de base, en utilisant l'effet graphique temps réel Scale2x qui permet d'augmenter la résolution des petites images en procédant à une estimation des pixels manquants sans pour autant avoir un rendu flou de l'image.